# Stalioa
Stalioa is een geslacht van uitgestorven weekdieren uit de klasse van de Gastropoda (slakken).

## Soorten
- Stalioa parvula Neumayr, 1880 †
- Stalioa roberti Morgan, 1920 †